# Họ Thằn lằn cá sấu
Họ Thằn lằn cá sấu (tên khoa học: Shinisauridae) là một họ thằn lằn dạng thằn lằn rắn (Anguimorpha) với đại diện còn sinh tồn duy nhất là Thằn lằn cá sấu (Shinisaurus crocodilurus) sinh sống tại Trung Quốc (các tỉnh Quảng Tây, Quảng Đông, Quý Châu, Hồ Nam) và Việt Nam (các tỉnh Bắc Giang, Quảng Ninh), nhưng cũng bao gồm cả chi đã tuyệt chủng Bahndwivici với hóa thạch xuất hiện trong tằng hệ sông Green thuộc thế Eocen ở Wyoming, Hoa Kỳ.

## Các chi
- Shinisaurus
- †Darlinghosaurus
- †Cherminotus
- †Bahndwivici